# Bois-Guillaume
Bois-Guillaume é uma comuna francesa na região administrativa da Normandia, no departamento Seine-Maritime. Estende-se por uma área de 8,85 km², com aproximadamente 12.174 habitantes em 2006, segundo estimativas do censos de 1999, com uma densidade 1.148 hab/km².